# Domingo Borrego
Domingo Borrego Moreno (n. 29 de julio de 1860 Tacotalpa, Tabasco - 30 de diciembre de 1936, Puebla, Puebla) Fue un destacado periodista, político y poeta satírico del Estado de Tabasco, México. Incansable luchador contra la reelección porfirista, apoyó el movimiento revolucionario mediante sus escritos en diversos periódicos. Ocupó varios puestos públicos, hasta llegar a la gubernatura interina del estado. Su carrera política se distinguió por ser honesta y democrática. Murió en la ciudad de Puebla en el año de 1936.

## Primeros años
Originario de la villa de Tacotalpa, en el estado mexicano de Tabasco, nació el 29 de julio de 1860 en el seno de una familia humilde y de escasos recursos. Debido a la pobreza en que vivía su familia, a los 13 años se vio forzado a abandonar sus estudios con el fin de trabajar.
Siendo muy joven, Domingo Borrego se trasladó a la ciudad de San Juan Bautista, en donde gracias a la ayuda de un familiar, pudo encontrar trabajo en una oficina de su tío, quien le brindaba también alojamiento. Fue ahí en donde comenzó a tener contacto con la actividad política, ya que su tío organizaba reuniones con otros intelectuales para discutir e intercambiar opiniones sobre los diversos acontecimientos del momento.
Influenciado por el pensamiento liberal e inclinado por las actividades de oficina, Domingo Borrego decide estudiar contabilidad. Al terminar sus estudios, se dedicó por algún tiempo a llevar la contabilidad de varias familias adineradas, así como de hacendados.

## Incursión en la política
Motivado por el abuso que los patrones hacían de los trabajadores y obreros, decidió dejar su oficio para incursionar de lleno en la política, haciendo su aparición en el escenario político con el grupo opositor del gobernador Manuel Foucher.
En ese momento, Domingo Borrego era candidato para conformar la planilla del Ayuntamiento en las elecciones de 1881, El partido al que pertenecía Borrego obtuvo el triunfo en las elecciones, sin embargo, la administración porfirista no reconoció los resultados, declarando nulas las elecciones.
El grupo político volvió a postularse, pero el gobierno porfirista invalidó en tres ocasiones las elecciones. Desilucionado, Domingo Borrego se retiró de la planilla del partido para convertirse en escribano de un notario.
Poco tiempo después de haber tomado ese empleo que le dejaba lo suficiente para mantener a su familia, es despedido. En los siguientes meses, tendría varios puestos sin mayor importancia, hasta que en 1887 el gobernador del estado Simón Sarlat Nova lo nombró Oficial primero de la Secretaría General y Director del Periódico Oficial del Estado.
Ocupó su cargo con éxito, convencido de que el gobernador Sarlat desempeñaba su cargo con responsabilidad y democracia. Sin embargo al tiempo de las elecciones nacionales, el gobierno se preparaba para la primera reelección del general Porfirio Díaz, quien exigía el apoyo de todos los funcionarios públicos del país, y ante la negativa de Domingo Borrego a firmar un documento en el que debía prometer fidelidad al Estado, fue depuesto de su cargo.
Después de vivír momentos difíciles económicamente, Domingo Borrego decidió regresar a su natal Tacotalpa para fundar una escuela particular, desde donde comenzó a publicar versos y escritos contra el régimen porfirista. Ante la reelección del gobernador Abraham Bandala Patiño, Borrego encabezó una protesta, lo que le valió ser encarcelado. Al ser liberado en 1907, regresa a su antiguo oficio de contador, y dos años más tarde forma la Liga de la Democracia.

## La lucha revolucionaria
Periodista de oposición, colaboró en la redacción de la Revista de Tabasco junto con Manuel Mestre Ghigliazza, Andrés Calcáneo Díaz y Lorenzo Casanova, conocidos como el Grupo de San Juan Bautista; invitaron al pueblo tabasqueño a firmar una carta de protesta contra la reelección de Abraham Bandala, por lo que los iniciadores del movimiento fueron enviados a prisión en 1906. Borrego, manifestó siempre una actitud combativa a través de la prensa, en contra del porfiriato y Abraham Bandala, manteniendo correspondencia con los hermonos Flores Magón y con el periodista Daniel Cabrera, entre otros, además, recibía libros y revistas de actualidad que le permitían estar al tanto de la situación del país.
Su carrera política comenzó entonces a tener éxito. El 28 de junio de 1911, cuando la lucha revolucionaria había iniciado, entró triunfante a la capital del estado, el contingente revolucionario de la Chontalpa. Para entonces, el gobernador del estado Policarpo Valenzuela, presionado por los hechos, pedía permiso al Congreso para ausentarse del cargo, pretendiendo dejar al frente del gobierno a Justo Cecilio Santa Anna, cosa que desató el descontento de los revolucionarios, quienes proponían a Domingo Borrego porque consideraban a Justo Santa Anna ser un fiel seguidor del exgobernador Abraham Bandala
Ante estos hechos, el Congreso del estado decidió nombrar como gobernador a Manuel Mestre Ghigliazza, uno de los seguidores de los revolucionarios, y quien había externado que no participaría en las próximas elecciones para gobernador, quedando Domingo Borrego libre para presentar su candidatura.

## Gobernador interino del estado
Sin embargo, Mestre Ghigliazza decide participar en las elecciones para gobernador, convenciendo a Domingo Borrego de ocupar el cargo de gobernador interino. Borrego, tomó posesión del gobierno, el 3 de julio de 1911, dejando la gubernatura el 1 de septiembre de ese mismo año. Dentro de su corta gestión realizó una labor importante como reformador social en pro de los campesinos y obreros tabasqueños.
Años después ocuparía otros puestos importantes en el gobierno, como Tesorero General y Procurador de Justícia. Falleció el 30 de diciembre del año de 1936 en la ciudad de Puebla.
En su honor, muchas calles de ciudades tabasqueñas, llevan su nombre, el cual también está escrito en el Muro de Honor del Estado de Tabasco, en Villahermosa.